# Milton Lake
Milton Lake är en sjö i Kanada.   Den ligger i provinsen Saskatchewan, i den centrala delen av landet, 2 400 km nordväst om huvudstaden Ottawa. Milton Lake ligger 368 meter över havet. Arean är 45 kvadratkilometer. Den sträcker sig 14,1 kilometer i nord-sydlig riktning, och 10,7 kilometer i öst-västlig riktning.
Trakten runt Milton Lake är nära nog obefolkad, med mindre än två invånare per kvadratkilometer.